# Anish Kapoor
Anish Kapoor (Bombay, 1955) es un escultor británico nacido en la India. Ha vivido y trabajado en Londres desde que se mudó a esta ciudad para estudiar arte a principios de la década de 1970, primero en el Hornsey College of Art y más tarde en la Chelsea School of Art Design.
Anish Kapoor es uno de los escultores más influyentes de la época, creando esculturas abstractas con diferentes materiales tales como concreto (hormigón), tiza, fibra de vidrio, pigmentos, piedra, fieltro y acero inoxidable.
Kapoor ve su trabajo como “encarnaciones de mitologías” refiriéndose a la manera en que fueron construidas.

## Formación
Anish Kapoor tuvo una educación india-judía. Debido al antisemitismo islámico, la familia de su madre emigró de Bagdad a Pune cuando él tenía dos meses de edad. Su abuelo materno fue el cantor en la sinagoga de Pune. En ese momento, la comunidad judía de Bombay era bastante grande, en parte compuesto por judíos Baghdadi. Su padre, de una familia hindú de Punjab, fue un hidrógrafo de la Armada de la India.
Se educó en sus primeros años en India en la Doon School. Más tarde se muda a Gran Bretaña y concurre al Hornsey College of Art y al Chelsea School of Art & Design en el RU.
De 1971 a 1973 se mudó a Israel con uno de sus hermanos. Empezó a estudiar Ingeniería mecánica, pero decidió abandonar la carrera después de 6 meses y decidió estudiar arte.
En 2002 cuando Cecil Balmond trabajó con Kapoor para crear la escultura Marsyas lo ayudó a refinar sus "ideas aesteticas", transmitiendo conocimiento acerca de técnicas de construcción, resistencia de materiales entre otros aspectos técnicos.

## Trayectoria
Kapoor enseñó en Wolverhampton Politécnico en 1979 y en 1982 fue artista en residencia en la Galería de Arte Walker, Liverpool. Ha vivido y trabajado en Londres desde principios de 1970.
Al final de los años 80 y a principio de los 90, Kapoor empezó a ser aclamado por sus exploraciones en materia y no materia. Evocó el vacío en obras escultóricas de pie y en instalaciones ambiciosas. La mayoría de sus escultoras parecen retroceder a la distancia, desaparecer en el suelo o distorsionar el espacio a su alrededor. No fue sino hasta 1987 que comenzó a trabajar en piedra.
En mayo de 2016 su obra llegó por primera vez a México con una muestra en el Museo Universitario de Arte Contemporáneo (MUAC) de la Universidad Nacional Autónoma de México.

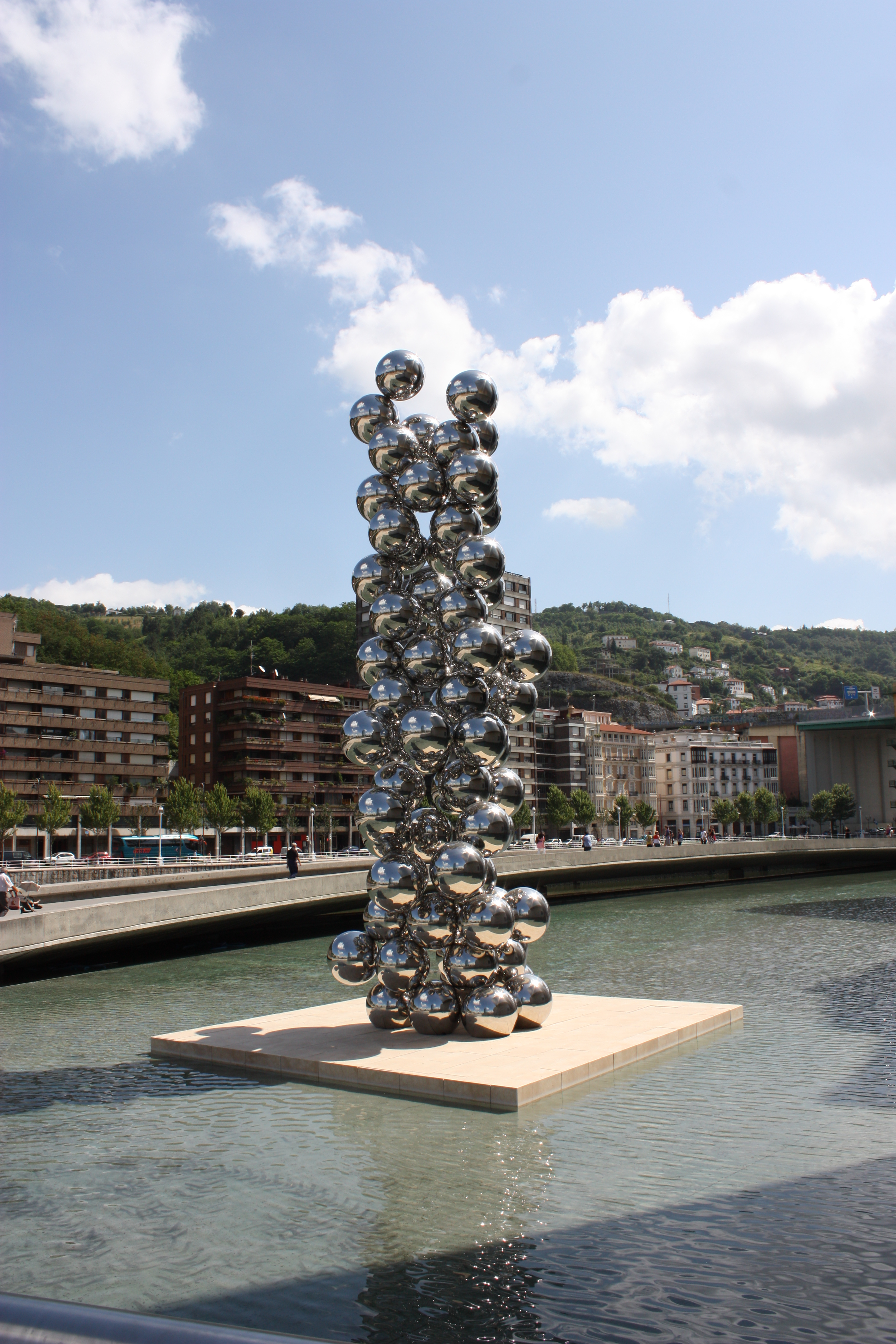
El gran árbol y el ojo. Museo Guggenheim, Bilbao

Iniciando el siglo XXI, Kapoor se interesó por la arquitectura, lo cual condujo a que sus obras crecieran en tamaño y fueran cada vez más ambiciosas. Dentro de esta serie de grandes instalaciones están incluidas: "Marsyas" para el Salón de la turbina, que el ingeniero Cecil Balmond le ayudó a instalar, en la Tate Modern de Londres, así como famosas esculturas como la "Puerta de la Nube", en el Millenium Park de Chicago, y "El Espejo del Cielo" en el Rockefeller Center de Nueva York. Se le concedió un CBE en 2003.
Kapoor tiene obras ubicadas en la Lisson Gallery, Londres; Gladstone Galería, Nueva York y la Galería Continua, y en la Galleria Massimo Manini, de Italia.
En 2009, se pidió a Anish Kapoor, Carsten Höller y Giuseppe Penone la creación de tres obras permanentes en armonía con la luz y los colores en el emplazamiento del Parque nacional del Pollino, el más grande de Italia, situado en la región de Basilicata, en la primera edición del proyecto "ArtePollino-Another South". La obra de Kapoor "Cinema di Terra" (Cine de Tierra), en la zona de baños termales de Latronico, es una escultura de 45 metros de largo, 3 de profundidad y 7 de ancho, en un paisaje de hormigón y tierra. La gente puede entrar por ambos lados y caminar por ella hasta llegar a una pequeña plaza desde donde se puede ver el paisaje desde el interior. Cinema di Terra abrió oficialmente al público en septiembre de 2009.
Diseñó la torre-mirador ArcelorMittal Orbit en 2012, para el Parque Olímpico de Londres. Es la torre más alta en el Reino Unido y alcanza 22 metros más que la Estatua de la Libertad. La torre se inaugura el 19 de mayo de 2012.

### Controversias
En 2016, después de usarlo durante algunos años libremente Kapoor compró los derechos artísticos del Vantablack (pigmento conocido como el negro más negro y creado en 2014 por NanoSystem, principalmente usado con fines científicos) de forma que él era el único del mundo que podía usarlo con fines artísticos en exclusividad.
Esto causó rápidamente una respuesta negativa por parte de la comunidad artística, que lo consideró un robo.
Muchos artistas conocidos dieron su opinión al respecto como Christian Furr, quién dijo en una entrevista que "nunca había visto a un artista monopolizar un material" y que "la simple idea de negar el acceso a él a otros es un crimen contra el arte".
La respuesta que más llamó la atención del público fue la llevada a cabo por el también artista Stuart Semple, inventor del pigmento rosa "the pinkest Pink" (el rosa más rosa) quién bloqueó el acceso de Kapoor al producto.
Como respuesta a su vez, Anish Kapoor subió una foto a redes sociales haciendo un corte de mangas con el dedo untado en dicho pigmento.
Semple, inventor de varios pigmentos, creó el ""Black 2.0"" posteriormente (2017), muy similar al Vantablack que no absorbe la luz tanto como este último.

## Exposiciones

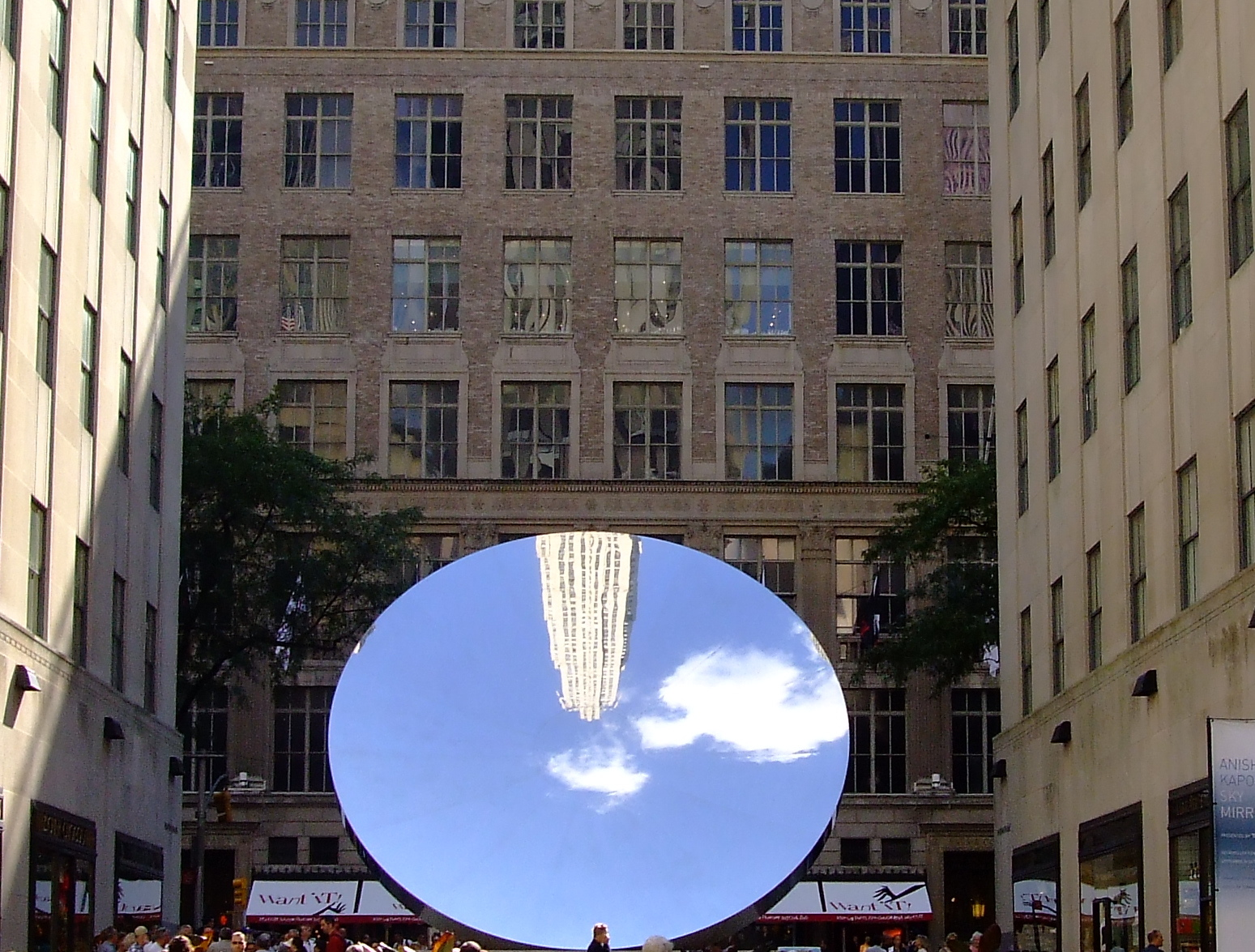
Sky Mirror, en la plaza Rocketfeller de Nueva York.

Anish Kapoor comenzó exhibiendo sus obras como parte de la escena de arte de la nueva escultura británica (New British Sculpture), junto con sus compañeros escultores británicos Tony Cragg y Richard Deacon. Su primera exposición individual tuvo lugar en Patrice Alexandra, París, en 1980. En 1992 Kapoor contribuyó a la exposición de arte moderno documenta IX con la obra el Edificio Decente en Limbo (Building Descent into Limbo). En 1990 representó a Gran Bretaña en el Bienal de Venecia, lo cual le otorgó un gran reconocimiento. En 2004, participó en la 5ª Bienal de Gwangju en Gwangju, Corea el Sur.
Sus obra han sido expuestas individualmente en el Tate y Hayward Gallery en Londres, en la Kunsthalle de Basilea en Suiza, en el Museo Nacional Centro de Arte Reina Sofía en Madrid, la Galería Nacional en Ottawa, en el Museo de artes contemporáneas (Grand-Hornu) en Bélgica, el CAPC Museo de arte contemporáneo en Burdeos, en el Centro Cultural Banco do Brasil en Brasil, en el Guggenheim en Bilbao en España, en Nueva York, en Berlín, y también en el Museo Universitario de Arte Contemporáneo (MUAC) en la Ciudad de México.

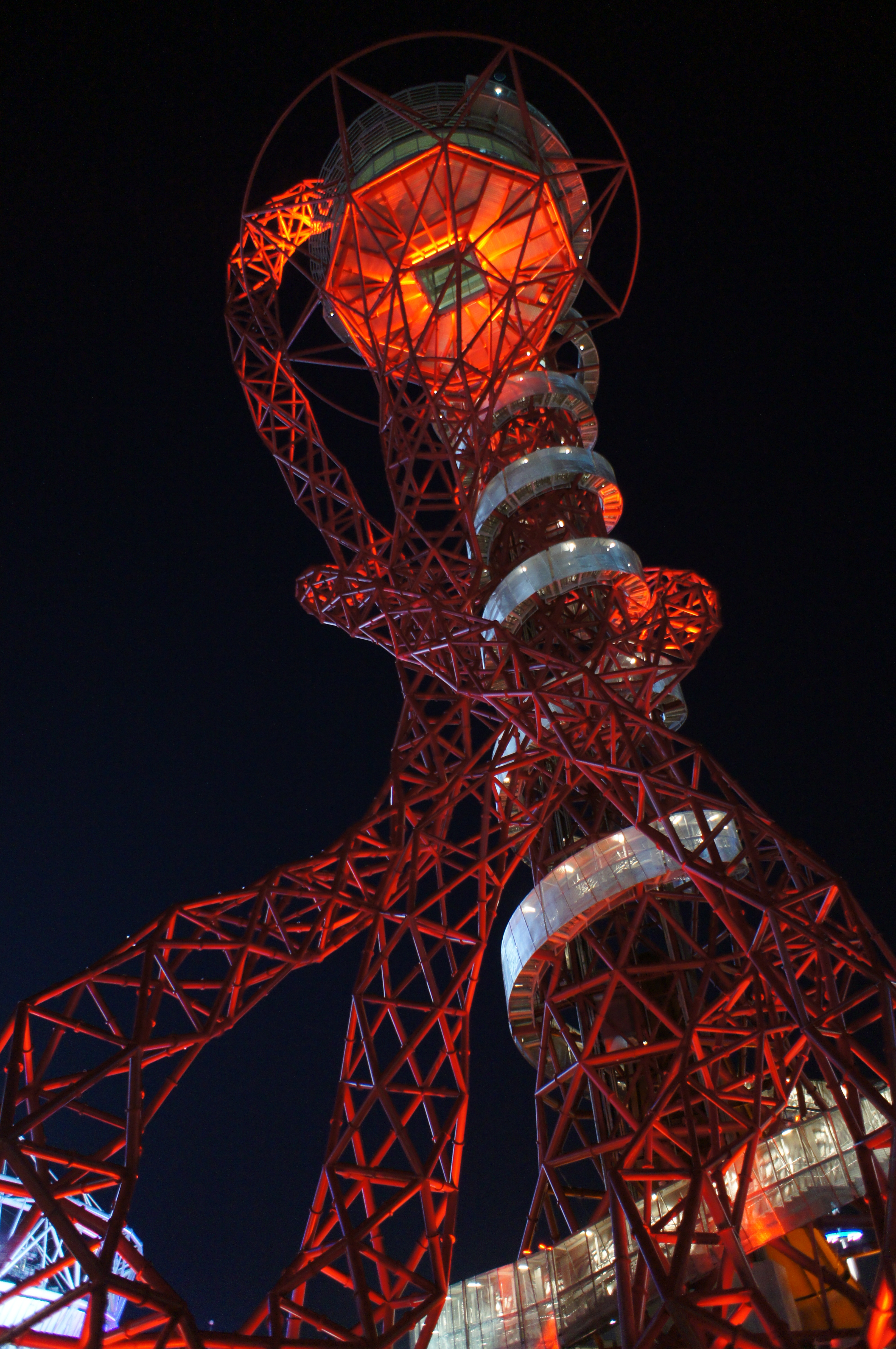
ArcelorMittal Orbit, en Londres.

En el 2008, el Instituto de Arte Contemporáneo de boston hizo una exposición de reconocimiento hacia la mitad de carrera de Kapoor. Ese mismo año, el Islamic Mirror (2008) de Kapoor, un espejo cóncavo circular, fue instalado en un palacio árabe del siglo XIII que actualmente es usado como el convento de Santa Clara en Murcia.
Kapoor fue el primer artista Británico que se encargó de la Academia Royal, en Londres del año 2009; el programa atrajo a 275.000 visitantes, por lo que es la exposición más exitosa de la historia de un artista vivo en Londres. Esta muestra o exposición posteriormente viajó al Museo Guggenheim Bilbao. En 2010,  la exhibición retrospectiva de Kapoor se celebró en la Galería Nacional de Arte Moderno (GNAM) en Nueva Delhi y Estudio Mehboob de Mumbai, la primera muestra de su trabajo en el país de su nacimiento. En 2011, Kapoor tuvo una exposición itinerante en solitario con el Consejo de las Artes, que forma parte de su serie de espectáculos "Flashback" . En mayo expuso Leviatán en el Grand Palais, y dos espectáculos simultáneos en Milán en el della Rotonda Besana y Fabbrica del Vapore. Tenía una gran exposición en el Museo de Arte Contemporáneo de Sídney (MCA) de diciembre de 2012 hasta abril de 2013 como parte de la serie del arte de Sydney International.
Dirty Corner, exhibida en el Palacio de Versailles en 2015, provocó una gran controversia debido a su ‘’descaradamente sexual’’ naturaleza. El propio Kapoor describió la obra como ‘’la vagina de una reina que está tomando el poder’’.
Arqueología: Biología, fue una exposición presentada por el Museo Universitario Arte Contemporáneo (MUAC) en la Ciudad de México a partir de mayo de 2016. "Su trabajo puede definirse como un acercamiento poético al riguroso estudio del espacio, la materia y la forma, donde lo real, lo simbólico y lo imaginario se combinan hasta encontrar una génesis originaria del objeto escultórico." En 2020 se presentó en Argentina la exhibición Surge organizada por la Fundación Proa.